# Rolf Ahlberg
Rolf Ahlberg (født 1932) er en svensk kunstmaler uddannet ved Skånska målarskolan og på Konstfack i Stockholm. Ahlberg bor og arbejder i Baskemölla og finder sine motiver i det østerlenske landskab.
Repræsenteret blandt andre steder på Moderna Museet og Nationalmuseum i Stockholm, Malmö museum, Helsingborgs museum, Höganäs museum, Kristianstad museum, Tomelilla konstsamlingar, Ystads konstmuseum og Österlens museum i Simrishamn.